# Nollywood Movies Awards
I Nollywood Movies Awards (NMA) sono una cerimonia cinefila con consegna di premi, organizzata su base annuale e presentata da Nollywood Movies TV per onorare i particolari successi dell'industria del cinema nigeriano. L'edizione inaugurale, i Nollywood Movies Awards 2012 si tennero al Civic Center in Lagos il 2 giugno 2012. La cerimonia più recente si è tenuta il 12 ottobre 2013 al nuovo Intercontinental Hotel, il più alto hotel in Africa dell'Ovest.

## Edizioni
- Nollywood Movies Awards 2012
- Nollywood Movies Awards 2013

## Categorie
Al 2013, i Nollywood Movie Awards hanno 27 categorie.
- Miglior film - Best Movie
- Miglior attrice protagonista - Best Actress in a Leading Role
- Miglior attore protagonista - Best Actor in a Leading Role
- Miglior attrice non protagonista - Best Actress in a Supporting Role
- Miglior attore non protagonista - Best Actor in a Supporting Role
- Miglior film straniero - Best Diaspora Movie
- Miglior film in una lingua indigena nigeriana - Best Film in an Indigenous Nigerian Language
- Miglior attore protagonista in una lingua indigena - Best Lead Actor in an Indigenous Language
- Miglior attrice protagonista in una lingua indigena - Best Lead Actress in an Indigenous Language
- Miglior editing - Best Editing
- Miglior design del suono - Best Sound Design
- Migliorsceneggiatura originale - Best Original Screenplay
- Miglior fotografia - Best Cinematography
- Miglior regista - Best Director
- Miglior design del make-up - Best Make-up Design
- Migliori costumi - Best Costume Design
- Miglior design scenico - Best Set Design
- Miglior colonna sonora - Best Music Soundtrack
- Miglior attore emergente - Best Rising Star (Male)
- Miglior attrice emergente - Best Rising Star (Female)
- Miglior attore bambino - Best Child Actor
- Miglior cortometraggio - Best Short Movie

### Premi al riconoscimento speciale
- Premio Goodluck Jonathan alla carriera - Goodluck Jonathan Lifetime Achievement
- Scelto dal pubblico online (maschile/femminile) - Popular Online Choice (male/female)
- Miglior film al botteghino (Nigeria) - Top Box Office Movie (Nigeria)
- Industry Patron Award